# Fullmäktige
Fullmäktige är en kortform för beslutande eller övervakande grupp eller församling, bestående av valda representanter, som till exempel kommunfullmäktige eller regionfullmäktige.
I organisationer som har många fysiska medlemmar kan det vara opraktiskt att kalla samman alla till ett medlemsmöte, varför en fullmäktigeförsamling kan ersätta medlemsmötena (eller motsvarande) helt eller äga medlemsmötenas funktion mellan dem.

## Etymologin
Ursprungligen är termen en kollektiv pluralform av fullmäktig, som kan tolkas som ’person med fullmakt’ (en fullmäktig, flera fullmäktige). Numera används singularformen sällan; oftast brukas synonymen fullmäktigeledamot i stället.

## Fotnoter
1. ↑  3 kap. 1 § Kommunallagen (1991:900)
2. ↑  3 kap. 3 § Kommunallagen (1991:900)
3. 1 2  ”Föreningslagen med ändringar”. Finlex. http://www.finlex.fi/sv/laki/ajantasa/1989/19890503. Läst 26 september 2011. 16 § 
Utövande av beslutanderätten